# Northport (Maine)
Northport ist eine Town im Waldo County des Bundesstaates Maine in den Vereinigten Staaten. Im Jahr 2020 lebten dort 1550 Einwohner in 1183 Haushalten auf einer Fläche von 90,62 km².

## Geographie
Nach dem United States Census Bureau hat Northport eine Gesamtfläche von 90,62 km², von der 61,59 km² Land sind und 29,03 km² aus Gewässern bestehen.

### Geographische Lage
Northport liegt im Südwesten des Waldo Countys an der Penobscot Bay des Atlantischen Ozeans. Im Süden grenzt der Pitcher Pond an das Gebiet und östlich von diesem liegt der Knight Pond. Die Oberfläche ist leicht hügelig, der 227 m hohe Patterson Hill ist die höchste Erhebung der Town.

### Nachbargemeinden
Alle Entfernungen sind als Luftlinien zwischen den offiziellen Koordinaten der Orte aus der Volkszählung 2010 angegeben.
- Norden: Belfast, 7,9 km
- Osten: Islesboro, 9,0 km
- Süden: Lincolnville, 9,5 km
- Westen: Belmont, 10,3 km

### Stadtgliederung
In Northport gibt es mehrere Siedlungsgebiete: Bayside, East Northport, Greenlaws Corner, Herricks Corner, Hurds Corner, Northport, Northport Campground und Temple Heights.

### Klima
Die mittlere Durchschnittstemperatur in Northport liegt zwischen −6,1 °C (21 °F) im Januar und 20,6 °C (69 °F) im Juli. Damit ist der Ort gegenüber dem langjährigen Mittel der USA um etwa 9 Grad kühler. Die Schneefälle zwischen Oktober und Mai liegen mit bis zu zweieinhalb Metern mehr als doppelt so hoch wie die mittlere Schneehöhe in den USA; die tägliche Sonnenscheindauer liegt am unteren Rand des Wertespektrums der USA.

## Geschichte
Northport wurde vor der Zeit der Amerikanischen Revolution besiedelt. Die ersten Siedler mussten ihre Siedlung jedoch aufgeben, da sie kurze Zeit später in die Armee berufen wurden. Erst nach dem Frieden wurde die Besiedlung des Gebietes wieder aufgenommen und am 13. Februar 1796 wurde Northport als Town organisiert. Zuvor gehörte ein Teil des Gebietes zur Ducktrap Plantation, auch Little Duck Trap genannt.
Im Krieg von 1812 plünderten die Briten ausgehend von Castine die Siedlungen in Northport.

### Einwohnerentwicklung
| Volkszählungsergebnisse – Town of Northport, Maine | Volkszählungsergebnisse – Town of Northport, Maine | Volkszählungsergebnisse – Town of Northport, Maine | Volkszählungsergebnisse – Town of Northport, Maine | Volkszählungsergebnisse – Town of Northport, Maine | Volkszählungsergebnisse – Town of Northport, Maine | Volkszählungsergebnisse – Town of Northport, Maine | Volkszählungsergebnisse – Town of Northport, Maine | Volkszählungsergebnisse – Town of Northport, Maine | Volkszählungsergebnisse – Town of Northport, Maine | Volkszählungsergebnisse – Town of Northport, Maine |
| Jahr                                               | 1800                                               | 1810                                               | 1820                                               | 1830                                               | 1840                                               | 1850                                               | 1860                                               | 1870                                               | 1880                                               | 1890                                               |
| -------------------------------------------------- | -------------------------------------------------- | -------------------------------------------------- | -------------------------------------------------- | -------------------------------------------------- | -------------------------------------------------- | -------------------------------------------------- | -------------------------------------------------- | -------------------------------------------------- | -------------------------------------------------- | -------------------------------------------------- |
| Einwohner                                          | 482                                                | 780                                                | 939                                                | 1083                                               | 1207                                               | 1260                                               | 1178                                               | 902                                                | 872                                                | 691                                                |
| Jahr                                               | 1900                                               | 1910                                               | 1920                                               | 1930                                               | 1940                                               | 1950                                               | 1960                                               | 1970                                               | 1980                                               | 1990                                               |
| Einwohner                                          | 545                                                | 518                                                | 466                                                | 413                                                | 485                                                | 574                                                | 658                                                | 755                                                | 958                                                | 1201                                               |
| Jahr                                               | 2000                                               | 2010                                               | 2020                                               | 2030                                               | 2040                                               | 2050                                               | 2060                                               | 2070                                               | 2080                                               | 2090                                               |
| Einwohner                                          | 1331                                               | 1520                                               | 1550                                               |                                                    |                                                    |                                                    |                                                    |                                                    |                                                    |                                                    |

## Kultur und Sehenswürdigkeiten

### Bauwerke
In Northport wurde ein Bauwerk unter Denkmalschutz gestellt und ins National Register of Historic Places aufgenommen.
- Cobe Estate, 1983 unter der Register-Nr. 83003684.[10]

## Wirtschaft und Infrastruktur

### Verkehr
Der U.S. Highway  verläuft in nordsüdlicher Richtung durch den östlichen Teil der Town, parallel zur Penobscot Bay. Durch den Nordwesten verläuft die Maine Street 52.

### Öffentliche Einrichtungen
Northport besitzt keine medizinischen Einrichtungen. Die nächstgelegenen befinden sich in Camden und Belfast.
Es gibt keine öffentlichen Büchereien in Northport. Die nächstgelegenen befinden sich in Belfast und Lincolnville.

### Bildung
Für die Schulbildung in Northport ist das Northport School Department zuständig. In Northport befindet sich die Edna Drinkwater School mit Schulklassen von Klasse 1 bis zum Ende der Mittelstufe in Klasse 8.